# Centromochlus
Centromochlus — рід підродини Centromochlinae родини Auchenipteridae ряду сомоподібних. Має 16 видів. Часто тримають в акваріумах.

## Опис
Загальна довжина представників цього роду коливається від 2,5 до 10 см. Голова невеличка. Очі маленькі. Навколо рота є 3 пари коротких вусиків. Тулуб короткий, дещо витягнутий. Спинний плавець високий з шипом, з короткою основою. Грудні та черевні плавці маленькі. Анальний плавець трохи більший. Жировий плавець відсутній. Хвостовий плавець середнього розміру.
Забарвлення спини та боків сірого кольору з великими темними плямами. Черево набагато світліше.

## Спосіб життя
Воліють берегові ділянки з піщаним дном, позбавленого рослинністю. Зустрічаються лише у великих річках. Полюбляють швидку течію. Часто зустрічаються біля пляжів. Активні вночі. Вдень ховаються біля дна. Проте, зголоднівши, випливають і вдень на величезних швидкостях, більше нагадують джмелів, що кружляють біля дна в пошуках здобичі. Живляться дрібними личинками комах, переважно одноденками. Хапають також мурах, що впали у воду. Рибки заковтують піщинки, які допомагають їм перетравлювати їжу.

## Розповсюдження
Поширені в річках Шінгу, Токансіс, Какета.

## Види
- Centromochlus altae
- Centromochlus bockmanii
- Centromochlus britskii
- Centromochlus concolor
- Centromochlus existimatus
- Centromochlus ferrarisi
- Centromochlus heckelii
- Centromochlus macracanthus
- Centromochlus megalops
- Centromochlus meridionalis
- Centromochlus perugiae
- Centromochlus punctatus
- Centromochlus reticulatus
- Centromochlus romani
- Centromochlus schultzi
- Centromochlus simplex

## Тримання в акваріумі
Необхідний розмір акваріума від 100 літрів. На дно насипають дрібний пісок темних тонів. Із декорацій підійдуть корчі з безліччю дупел. Рослинності не повинно бути багато. Найкраще підійдуть великі кущі солітерів, в коренях яких рибки люблять ховатися. Мирні. Сусідами можуть стати харацідіуми, фарловели. Можна селити групою або поодинці. Живляться живими кормами, замінником. Схильні до обжерливості, тому дорослих риб досить годувати через день. З технічних засобів знадобиться потужний внутрішній фільтр, компресор. Температура тримання повинна становити 22-26 °C.